# Xyris teres
Xyris teres är en gräsväxtart som beskrevs av L.A.Nilsson. Xyris teres ingår i släktet Xyris och familjen Xyridaceae. Inga underarter finns listade i Catalogue of Life.